# Луций Цецилий Метелл (консул 251 года до н. э.)
Лу́ций Цеци́лий Мете́лл (лат. Lucius Caecilius Metellus, умер в 221 году до н. э.) — древнеримский военачальник и государственный деятель, консул 251 и 247 годов до н. э., великий понтифик в 243—221 годах. Участвовал в Первой Пунической войне и одержал большую победу над карфагенянами при Панорме.

## Биография

### Происхождение
Луций Цецилий принадлежал к плебейскому роду Цецилиев, происходившему, согласно более поздним генеалогическим легендам, от сына бога Вулкана Цекула, основателя города Пренесте, или от спутника Энея по имени Цека. Его отцом был, вероятно, Луций Цецилий Метелл Дентер, первым из Метеллов упоминающийся в источниках и достигший консулата в 284 году до н. э. Капитолийские фасты называют преномен деда Луция Цецилия — Гай.

### Военачальник
Первые упоминания Луция Цецилия относятся к 251 году до н. э., когда он стал консулом вместе с патрицием Гаем Фурием Пацилом. В это время шла война с Карфагеном, и оба консула отправились в Сицилию, являвшуюся основным театром военных действий. Долгое время они стояли в Панорме, ничего не предпринимая. Когда Пацил увёл половину армии в Италию, карфагенский военачальник Гасдрубал решил совершить набег на окрестности Панорма, где дозревал необходимый для армии хлеб. Он был уверен, что римляне будут и далее избегать сражения, но в действительности Метелл стремился к битве.
Некоторое время Луций Цецилий ничего не предпринимал для отражения набега, чтобы противник осмелел. Когда карфагеняне приблизились непосредственно к Панорму, консул отправил против них лёгкую пехоту, принудив к построению для правильного боя. Под натиском врага римские стрелки и метальщики отошли к городу. Внезапный град метательных снарядов со стен обратил в бегство слонов, которые смяли карфагенские боевые порядки, и армия Гасдрубала, неся значительные потери, начала отступать. В этот момент Метелл вывел из города свои основные силы и ударил по левому флангу противника. Карфагеняне обратились в бегство.
В результате армия Гасдрубала потеряла до двадцати тысяч человек убитыми. Римляне захватили всех боевых слонов, и Карфаген потерял инициативу в боевых действиях на суше. Метелл по возвращении в Рим был удостоен пышного триумфа, в ходе которого провёл по улицам города сто двадцать слонов и тринадцать карфагенских военачальников. Триумф состоялся в августе 250 года до н. э.; возможно, и битва при Панорме произошла в 250 году, когда Метелл был уже проконсулом.
В 249 году до н. э., когда после двух крупных поражений на море впервые был назначен диктатор для ведения войны за пределами Италии, Луций Цецилий стал начальником конницы при Авле Атилии Калатине. Об их действиях против карфагенян в Сицилии ничего не известно. В 247 году Метелл во второй раз стал консулом вместе с Нумерием Фабием Бутеоном и опять командовал армией на острове.

### Великий понтифик
В 243 году до н. э. Луций Цецилий был избран великим понтификом вместо умершего Тиберия Корункания. В этом качестве он в 242 году запретил консулу Авлу Постумию Альбину уехать из Рима на театр военных действий, поскольку Альбин был фламином Марса и на нём лежала обязанность оберегать святыни. В 241 году, когда загорелся Храм Весты и огонь угрожал священному Палладиуму, Метелл спас реликвию из огня (некоторые античные авторы сообщают, что при этом он потерял зрение). В благодарность Метеллу поставили прижизненную статую на Капитолии и разрешили приезжать в сенат на колеснице.
В 224 году до н. э. Луций Цецилий избирался диктатором с техническими целями — для проведения комиций (comitiorum habendorum causa). Он умер в 221 году. Его сын Квинт Цецилий произнёс на похоронах речь, ставшую древнейшим из частично сохранившихся памятников латинской прозы. Её цитирует в своей «Естественной истории» Плиний Старший: «Он стремился быть в числе первых воителей, быть превосходным оратором, доблестным полководцем, под чьим руководством совершались бы величайшие подвиги, пользоваться величайшим почетом, обладать высшей мудростью, стоять по общему признанию во главе сената, приобрести честным путем большое состояние, оставить множество детей и стяжать славу среди сограждан». В историографии считается, что это в первую очередь не индивидуальная характеристика Луция Цецилия, а перечень качеств идеального римского нобиля.

## Потомки
У Луция Цецилия было трое сыновей: Квинт (консул 206 года до н. э.), Луций (народный трибун в 213 году) и Марк, претор в 206 году.